# すのう
すのう/すのう りん（本名：井上智章、1974年5月15日生まれ-）は、日本のミュージシャン、シンガーソングライター、作曲家、編曲家、俳優、Youtuber、ボイストレーナー、ギター講師。広島県福山市出身。妻は、ピアノ奏者。京都府大山崎町在住

## 特徴・エピソード
すのうという呼び名は、子供のころのあだ名。一人っ子。子供の時の習い事は、スイミング。両親は、小料理屋や雀荘を営んでいた。中学生時代の多くの友人が別の高校へ進学したことから、孤独な高校生活を送る。この頃からギターやキーボードを弾き始め、作曲もしていた。桃山学院大学の軽音楽部で、本格的に音楽演奏を始める。当初は、ドラムを担当していた。
高身長で、ライブ時はベルボトムのジーンズにシャツのスタイルが多い。飲酒を好むが、ライブ前には飲酒しない。スイカアレルギー。

## 音楽
幼少の頃に聴いたスティーヴィー・ワンダーに衝撃を受ける。アメリカンロックやサザンロックに傾倒（オールマン・ブラザーズ・バンド、キングスエックス等）。様々なカバーバンドの経験を経て、独自のスタイルを確立する。ソロで弾き語りを行うほかに、自身のバンドThe Goose Goes Southで、Vo&Gとして演奏する。
哲学的な歌詞の世界観と音楽ジャンルにとらわれることない音楽性の高さに、ミュージシャンも含め定評があるエッジのきいた歌声と卓越したギターの演奏で、オリジナルソングとカバー曲を奏でる。「あなたの心の片隅に、小さなしこりを遺す唄を。」がモットー、歌うときには、その一曲の中で、産まれて、生きて、死ぬ事を覚悟しているという。使用楽器は、Gibson J200。使用しているギター弦は、エリクサーのミディアムゲージ。

音楽制作やライブ活動の傍ら、自宅や教室でギター演奏、ボイストレーニング、歌唱指導をおこなっている。

## 映画
- 2018年　日韓合作映画「大観覧車(英題:The Goose Goes South)」で、俳優でデビュー。
- 2020年　磯部鉄平監督「コーンフレーク」にて楽曲提供および特別出演

## 略歴
- 1998年　AXIA Artist Audition '98 約9000組の中から最終選考の20組に残る[4]。
- 1998年11月　SONY傘下Indivisual Recordsより発売されたオムニバスアルバム『TEAMODEHODGEPODGE』に参加[4]ギターは押尾コータロー氏。
- 2003年　DEMO CD『今日のところは、これで勘弁。』発売[4]。
- 2004年1月31日　1st mini Album『よそ者のバラード』発売[4]。
- 2007年6月1日　2nd mini Album『さようなら』発売。[4]。
- 2011年　韓国ロックフェスティバル「KYOMPODE　ROCKフェス」に出演[4]。
- 2013年5月11日　ボストン発、東日本大震災復興支援チャリティアルバム『Sing for Japan vol.2』に、楽曲"Full Sunrise"で参加。作曲、Vo.,Gt.。作詞はNoshi Curry氏[4]。
- 2014年3月5日　 弾き語りmini Album『Acoustics vol.1』発売[4]
- 2015年10月10日　1st full Album『かなしみの種』発売[4]
- 2018年8月30日　日韓合作映画『大観覧車(英題:The Goose Goes South)』出演(スノウ役)、及び音楽監督[4]
- 2020年1月15日    永井和男脚本 磯部鉄平監督 映画『コーンフレーク』主題歌に、すのう作「コーンフレーク」及び出演[6]。
- 2020年4月16日    リマスターアルバム『Acousics & more...』発売。[7]　リマスターはBoston在住、Mixer's HiveのSohta Tsuchiya氏。
- 2023年2月　Funtiaにてファンサイト「すのうと、ゆく（すのう）」[8]を開設。様々な告知、サエない日々の報告、ライブ配信アーカイブの視聴、基本的に無益な限定ライブ配信、オリジナル曲コード譜の閲覧、デモ音源の視聴、オリジナル曲解説動画「すのうによるすのうのせかい。」視聴などのサービスを提供している。
- 2023年10月　2nd full Album『Acoustics Vol.02』発売
- 2023年11月　クラウドファンディングプラットフォームPATREONにファンサイト[9]を移設。Fantiaと同じように告知、サエない日々の報告、ライブ配信アーカイブの視聴、基本的に無益な限定ライブ配信、オリジナル曲コード譜の閲覧、デモ音源の視聴、オリジナル曲解説動画「すのうによるすのうのせかい。」視聴などのサービスを提供している。

## 作品
| DEMO CD            | 今日のところは、これで勘弁。 | 2003年         |
| 1st mini Album     | よそ者のバラード             | 2004年1月31日  |
| 2nd mini Album     | さようなら                   | 2007年6月1日   |
| 弾き語りmini Album | Acoustics vol.1              | 2014年3月5日   |
| 1st full Album     | かなしみの種                 | 2015年10月10日 |
| リマスターアルバム | Acousics & more...           | 2020年04月16日 |
| ２nd Full Album    | Acoustics vol.2              | 2023年10月31日 |
| 3rd Full Album     | Acoustics Vol.03             | 2025年5月22日  |

### 楽曲提供・編曲
- 参天製薬TAPROS CM曲　作曲、編曲　(作画 内尾和正)
- 浦上ふとん店キャラクター「ウラカミネムリス」テーマソング『その夢の向こうに』作曲、編曲、歌唱
- 浦上ふとん店イメージソング　作曲、編曲　（Vo.池田彩）
- 神癒ビリケン倶楽部　神癒のビリケンさんテーマソング『いつだってボクがそばにいる』　編曲　(Vo.想ワレ)

## 出演

### 映画
- 2018年8月30日 日韓合作映画『大観覧車(英題:The Goose Goes South)』出演(バーのマスター スノウ役)、及び音楽監督[10]

- 2020年 『コーンフレーク』監督:磯部鉄平 出演（バーのマスター役）[11]

### ポッドキャスト・Youtube
- 『すのうとしょーへいのだいたい大丈夫』毎週金曜日配信[12]

### MV
- 斧出拓也【ドラマMV】　「ジャスト」[13]